# Копия человека
«Копия человека» (англ. The Outer Limits: The Duplicate Man) — телефильм, 13 серия 2 сезона телесериала «За гранью возможного» 1963—1965 годов. Режиссёр: Герд Освальд. В ролях — Рон Ренделл, Констанс Тауэрс, Майк Лейн, Стивен Герей, Константин Шейн. Литературной первоосновой сюжета является рассказ Клиффорда Саймака «Спокойной ночи, мистер Джеймс».

## Вступление
С первого дня, когда человек пристально вгляделся в звезды и увидел потусторонние миры, не было более преследующего его вопроса чем этот: Что мы найдем там? Будут ли другие существа, и будут ли они походить на нас? Или когда та древняя мечта осуществляется, не превратится ли она в кошмар? Может, мы найдем на некоторой отдаленной и замороженной планете инопланетную жизнь, внушающую невообразимый ужас?

## Сюжет
В XXI веке богатый ученый-исследователь Хендерсон Джеймс держит незаконно ввезенного негуманоидного инопланетянина в своей лаборатории. Инопланетянин, животное, известное как мегазоид, является последним из его вида на Земле. Оно было незаконно ввезено продажным космическим капитаном, подкупленным Джеймсом, и оно невероятно опасно. Мегазоид совершает побег из лаборатории и Хендерсон Джеймс решает, что единственный способ уничтожить чудовище прежде, чем оно займется воспроизведением своего вида, состоит в том, чтобы послать своего клона, чтобы убить инопланетянина.
Клонирование чрезвычайно ограничено законом в XXI столетии, но снова Джеймс пускает в ход финансовый аргумент. Он тратит сто тысяч долларов, чтобы его клонировали и программирует своего клона, чтобы тот выследил мегазоида. Но все усложняется, как только клон, после намека от мегазоида, осознает, кем он является.

## Заключительная фраза
Могут ли во всей Вселенной быть существа, более странные, чем существа, называющие себя «человек»? Он создает и разрушает; он нащупывает и совершает ошибки. Но вещью, которая отличает человека, является способность научиться на своих собственных ошибках.